# بورس ورشو

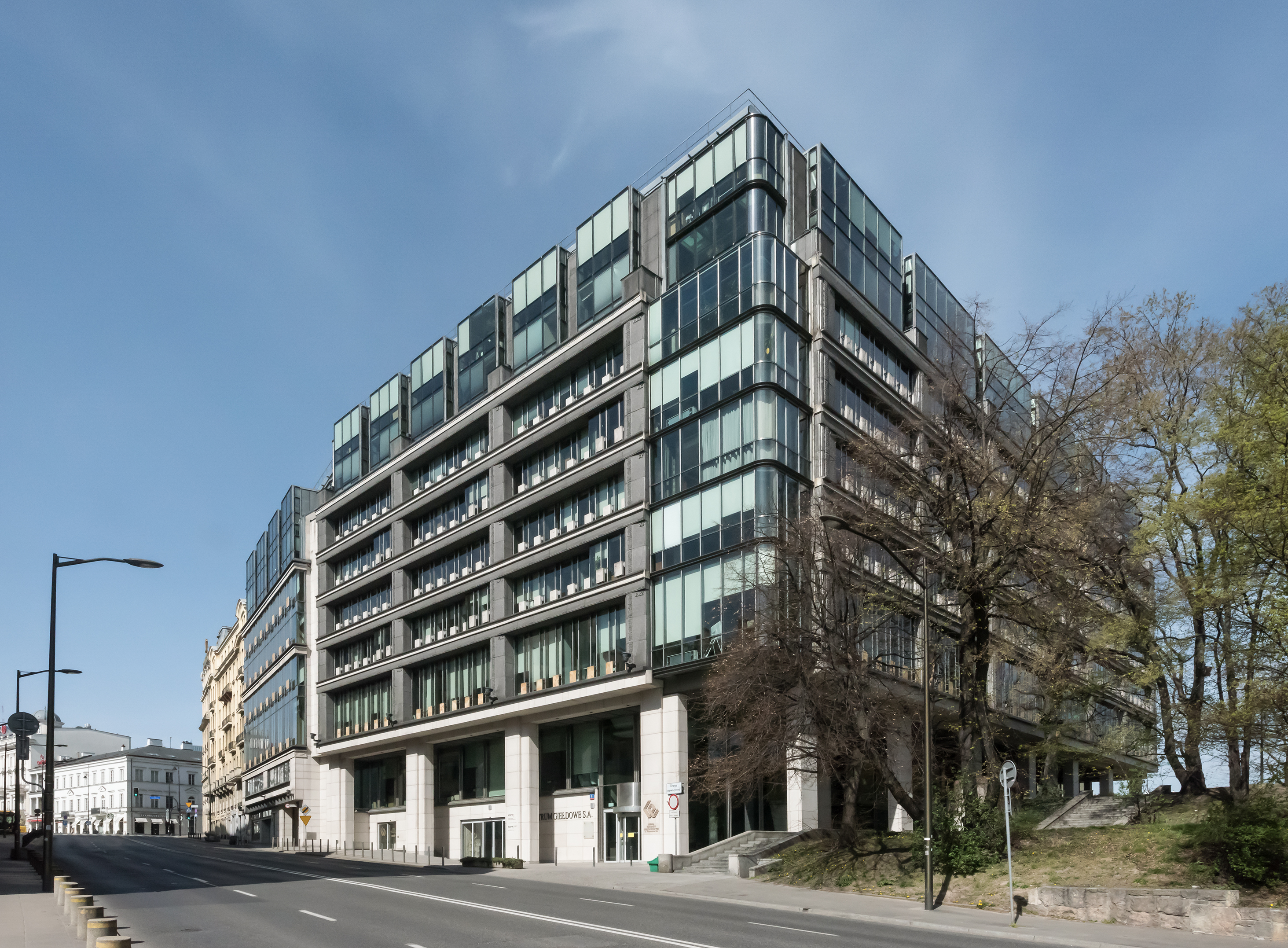
ساختمان مرکزی محل برگزاری بورس ورشو

بورس ورشو (به کرواتی: Warsaw Stock Exchange) بورس اوراق بهادار لهستان مستقر در شهر ورشو است، که در سال ۲۰۱۳ ارزش بازار سرمایه آن بالغ بر ۸۷۴ میلیارد زلوتی (معادل ۲۰۸ میلیارد یورو) برآورد گردید و هم‌اکنون به‌عنوان مهم‌ترین بازار بورس فعال در کشور لهستان شناخته می‌شود.
بورس اوراق بهادار ورشو در سال ۱۹۹۱ توسط حزب کارگران متحد لهستان تأسیس شد. در حال حاضر (۲۰۱۴) سهام ۴۴۶ شرکت در بازار بورس ورشو مبادله می‌شود.